# 고혈압약
고혈압약(高血壓藥, antihypertensives) 또는 고혈압치료제(高血壓治療劑), 혈압약(血壓藥), 항고혈압제(抗高血壓劑), 혈압강하제(血壓降下劑), 강압제(降壓劑)는 고혈압을 치료하기 위해 사용하는 약물의 종류이다. 고혈압 치료는 고혈압의 합병증인 뇌졸중, 심근경색 등을 예방하는 것을 목적으로 한다. 연구에 따르면 혈압을 5mmHg 낮추었을 때 뇌졸중은 34%, 허혈성 심장질환은 21% 감소시킬 수 있으며 치매, 심부전의 발생과 심혈관질환으로 인한 사망률도 낮출 수 있다. 각기 다른 방식으로 혈압을 낮추는 여러 종류의 고혈압약이 있다. 가장 널리 사용되며 중요한 고혈압약은 티아지드계 이뇨제, 칼슘 통로 차단제, ACE 억제제, 안지오텐신 II 수용체 차단제, 베타 차단제가 있다.
여러 대규모 연구에서 어떤 종류의 고혈압약을 처음 사용할지에 대해 조사하였고 그 결과가 가이드라인에 반영되어 있다. 치료의 근본적인 목적은 고혈압의 중요한 평가 항목인 심장마비, 뇌졸중, 심부전을 예방하는 데에 있다. 환자의 나이, 관련된 임상적 상태, 말초 기관의 손상 역시 약물의 투여 용량과 종류를 결정할 때 고려해야 한다. 여러 종류의 항고혈압제는 각기 다른 부작용과 합병증 예방 효과, 비용을 가진다. 똑같은 효과를 가진 더 싼 약이 있는데도 비싼 약을 선택한다면 국가 의료 예산에 악영향을 미칠 수 있다. 2018년 기준의 근거들은 저용량의 티아지드계 이뇨제를 약물이 필요한 고혈압에 대한 일차 치료제로 보고 있다. 효능과 치료를 모두 고려했을 때 임상적 근거들은 칼슘 통로 차단제와 티아지드계 이뇨제를 대부분의 환자에서 일차 치료제로 보고 있으나, 영국 국립보건임상연구원(NICE)에서는 55세 미만 환자에서 ACE 억제제를 일차 치료제로 권고한다. 2022년 기준 대한고혈압학회에서는 심혈관이나 뇌혈관질환 고위험군이거나 2기 고혈압 환자인 경우에는 모두 약물 치료의 적응증으로 본다.:59

## 이뇨제

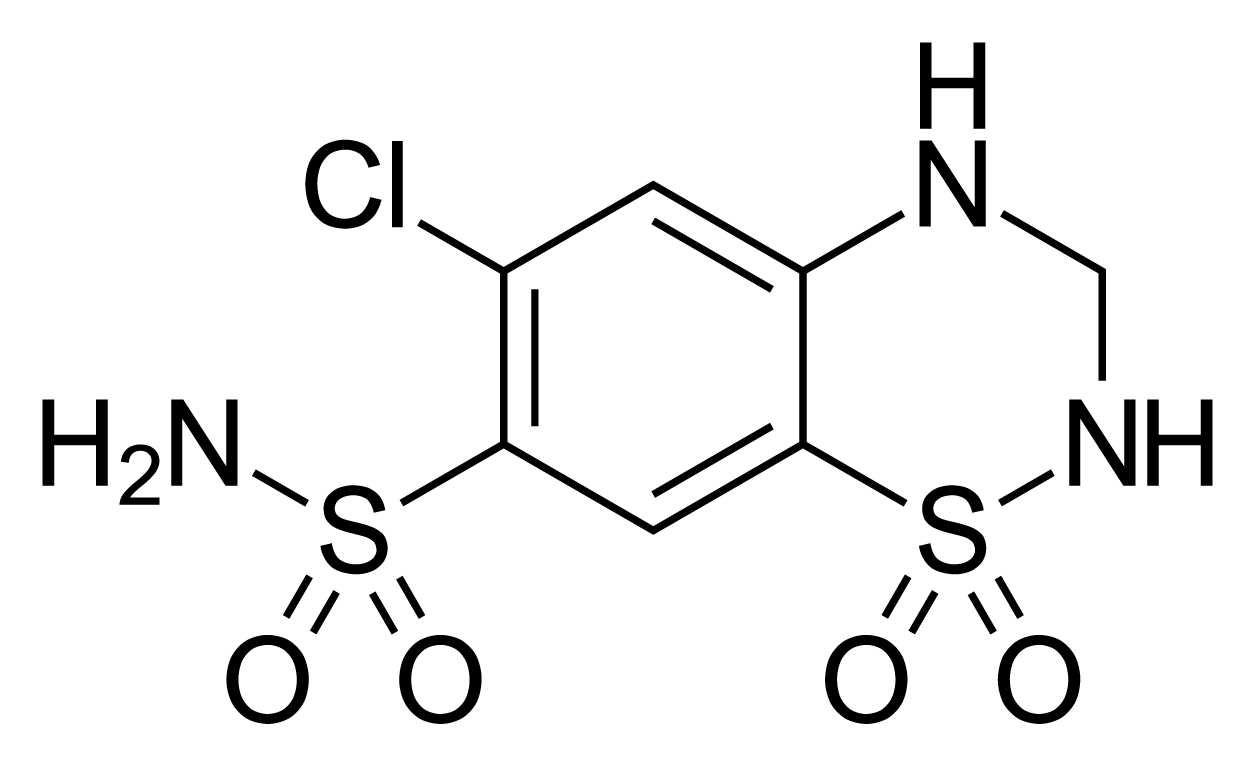
티아지드계 이뇨제 중 하나인 하이드로클로로티아지드

이뇨제는 콩팥이 과도한 물과 염분을 몸의 조직과 혈액에서 제거하는 것을 돕는다. 사용 초기에는 원위세뇨관의 나트륨 재흡수를 감소시켜서, 나중에는 말초혈관저항을 감소시켜 항고혈압 효과를 보인다.:61
- 고리 이뇨제
  - 부메타니드
  - 에타크린산
  - 토르세미드
  - 푸로세미드
- 티아지드
  - 메티클로티아지드
  - 벤드로플루메티아지드
  - 폴리티아지드
  - 하이드로클로로티아지드, 클로로티아지드
- 티아지드 유사 이뇨제
  - 메탈로존
  - 인다파미드
  - 지파미드
  - 클로르탈리돈
  - 클로파미드
- 칼륨 보존 이뇨제
  - 스피로놀락톤
  - 아밀로라이드
  - 에플레레논
  - 트리암테렌

## 칼슘 통로 차단제

다이하이드로피리딘계 칼슘 통로 차단제인 암로디핀

칼슘 통로 차단제는 칼슘 이온이 동맥 벽에서 근세포로 들어오는 것을 막는다. 속효성은 빈맥 유발과 심장에 부담이 간다는 문제가 있으므로 장시간 지속형을 사용한다.
- 다이하이드로피리딘
  - 니모디핀
  - 니솔디핀
  - 니카르디핀
  - 니트렌디핀
  - 니페디핀
  - 레르카니디핀
  - 레밤로디핀
  - 바르니디핀
  - 실니디핀
  - 암로디핀
  - 이스라디핀
  - 클레비디핀
  - 펠로디핀
- 비-다이하이드로피리딘
  - 딜티아젬
  - 베라파밀

## ACE 억제제

ACE 억제제인 캡토프릴

ACE 억제제는 안지오텐신 전환효소(ACE)의 활성을 억제한다. 안지오텐신 전환효소는 안지오텐신 I을 안지오텐신 II로 변환하는 효소로, 안지오텐신 II는 강력한 혈관수축을 일으킨다.
- 라미프릴
- 리시노프릴
- 모엑시프릴
- 베나제프릴
- 에날라프릴
- 캡토프릴
- 퀴나프릴
- 트란도라프릴
- 페린도프릴
- 포시노프릴

## 안지오텐신 II 수용체 차단제

안지오텐신 II 수용체 차단제인 발사르탄

안지오텐신 II 수용체 차단제는 안지오텐신 수용체의 활성화를 길항하여 작용한다.
- 로사르탄
- 발사르탄
- 아질사르탄
- 에프로사르탄
- 올메사르탄
- 이르베사르탄
- 칸데사르탄
- 피마사르탄

## 아드레날린성 수용체 길항제

최초의 성공적으로 개발된 베타 차단제인 프로프라놀롤

- 베타 차단제
  - 나돌롤
  - 네비볼롤
  - 라베탈롤
  - 메토프롤롤
  - 베탁솔롤
  - 비소프롤롤
  - 아세부톨롤
  - 아테놀롤
  - 옥스프레놀롤
  - 카르베딜롤
  - 카르테올롤
  - 티몰롤
  - 펜부톨롤
  - 프로프라놀롤
  - 핀돌롤
- 알파 차단제
  - 독사조신
  - 우라피딜
  - 인도라민
  - 클로르프로마진
  - 테라조신
  - 토라졸린
  - 페녹시벤자민
  - 펜톨아민
  - 프라조신
- 알파, 베타 혼합 차단제
  - 라베탈롤
  - 부신돌롤
  - 카르베딜롤
  - 클로니딘 (간접적)